# U-15アジア野球選手権大会
BFA U-15アジア野球選手権大会（ビーエフエーアンダーフィフティーンアジアやきゅうせんしゅけんたいかい、英語：BFA U-15 Baseball Championship）とは、アジア野球連盟 (BFA) が主催する、概ね隔年で開催される15歳以下のアジアの国と地域の代表選手で競われる野球の国際大会である。
第一回大会以来、野球競技の国際的普及のため大会使用球がKENKO WORLD（通称:Kボール）となっている。
このような経緯から、野球日本代表「侍ジャパン」U-15の編成は一般財団法人日本中学生野球連盟が主管している。

第六回大会までは「BFA"AA"アジア野球選手権大会 (英語：BFA"AA"Baseball Championship）」として16歳以下の選手が出場する大会であったが、2012年第七回大会より年齢制限を16歳以下から15歳以下に変更し、「U-15アジア野球選手権大会」となった。

## 大会記録
| 回 | 開催年・詳細 | 開催地     |                      | 優勝                 | 準優勝               | 3位  |
| -- | ------------ | ---------- | -------------------- | -------------------- | -------------------- | ---- |
| 1  | 2000年       | ソウル     | 韓国                 | チャイニーズタイペイ | 日本                 |      |
| 2  | 2002年 詳細  | 台北       | チャイニーズタイペイ | 韓国                 | 日本                 |      |
| 3  | 2005年 詳細  | 山形       | チャイニーズタイペイ | 日本B                | 韓国                 |      |
| 4  | 2006年       | ジャカルタ | チャイニーズタイペイ | 韓国                 | 日本                 |      |
| 5  | 2008年       | 静岡       | 日本                 | チャイニーズタイペイ | 座間                 |      |
| 6  | 2010年 詳細  | バンコク   | チャイニーズタイペイ | 日本                 | 韓国                 |      |
| 7  | 2012年 詳細  | オリッサ州 | チャイニーズタイペイ | 日本                 | 韓国                 |      |
| 8  | 2015年 詳細  | 静岡       | チャイニーズタイペイ | 日本                 | 韓国                 |      |
| 9  | 2017年 詳細  | 静岡       |                      | 日本                 | チャイニーズタイペイ | 韓国 |
| 10 | 2019年 詳細  | 深圳       |                      | 日本                 | チャイニーズタイペイ | 韓国 |
| 11 | 2023年 詳細  | 威海       |                      | チャイニーズタイペイ | 日本                 | 韓国 |
| 12 | 2025年 詳細  | 台南       |                      |                      |                      |      |

## 獲得メダル総数
| 順 | 国・地域             | 金 | 銀 | 銅 | 計 |
| -- | -------------------- | -- | -- | -- | -- |
| 1  | チャイニーズタイペイ | 7  | 4  | 0  | 8  |
| 2  | 日本                 | 3  | 5  | 4  | 11 |
| 3  | 韓国                 | 1  | 2  | 7  | 9  |

## 主な出場選手
- 中村勝 - 北海道日本ハムファイターズ投手。第4回大会日本代表[4]。
- 郭俊麟 - 埼玉西武ライオンズ投手。第4回大会チャイニーズタイペイ代表[5]。
- 佐藤世那 -  オリックス・バファローズ投手。第7回大会日本代表[6]。
- 金村尚真 -  北海道日本ハムファイターズ投手。第8回大会日本代表。
- 内山壮真 -  東京ヤクルトスワローズ捕手。第9回大会日本代表。
- 根本悠楓 -  北海道日本ハムファイターズ投手。第9回大会日本代表。
- 平尾柊翔 -  くふうハヤテベンチャーズ静岡外野手。第9回大会日本代表。
- 山城航太郎 -  北海道日本ハムファイターズ投手。第9回大会日本代表。
- 寺西成騎 -  オリックスバファローズ外野手。第9回大会日本代表。
- 浅野翔吾 -  読売ジャイアンツ外野手。第10回大会日本代表。
- 金田優太 - 千葉ロッテマリーンズ内野手。第10回大会日本代表。